# 伊凡雷帝殺子
《伊凡雷帝殺子，1581年11月16日》是俄羅斯寫實主義畫家伊利亞·列賓於西元1883年至1885年間創作的作品。這幅畫作描繪了俄羅斯沙皇伊凡雷帝滿懷悲痛地抱著垂死的兒子──沙皇太子伊凡·伊万诺维奇。在盛怒之下，伊凡雷帝重擊了兒子的頭部重擊致命後的場景。畫中展現了伊凡雷帝臉上的痛苦與悔恨，而垂死的太子則因父親的行為，臉上流露出震驚與心碎的神情，眼中泛著淚光。
列賓以他的朋友兼藝術家格里戈里·米亞索耶多瓦作為伊凡雷帝的模特，並以作家弗谢沃洛德·迦尔洵作為太子的模特。這幅油畫完成後，列賓將其賣給帕維爾·特列季亞科夫，作為特列季亞科夫位於莫斯科特列季亚科夫画廊的典藏品。
《伊凡雷帝殺子》當前已被譽為俄羅斯最著名且具爭議的畫作之一，亦被也是列賓作品中心理張力最強烈的一幅作品。當前在特列季亞科夫畫廊向公眾展出。

## 作畫背景及靈感
列賓最初於莫斯科開始創作這幅畫。首幅整體素描於1882年完成，在該素描中，沙皇的角色朝向右側。根據列賓所述，該畫的構思與他在1881年亞歷山大二世遇刺案中的暴力、復仇和血腥主題有關；此外，他還受到尼古拉·里姆斯基-科萨科夫音樂的啟發，以及他在1883年西歐旅行期間觀看鬥牛所激發的靈感。

### 政治暴力
西元1881年3月13日，改革派立場的俄國沙皇亞歷山大二世在聖彼得堡遭革命組織「民意党」成員伊格纳齐·赫雷涅维茨基投擲炸彈暗殺身亡。赫里涅維茨基本人也在爆炸中受重傷，數小時後去世。他的同謀「三月一日派」成員最終於1881年4月13日被處決。列賓於1881年2月中旬時曾前往聖彼得堡參加巡迴畫展的開幕，並在沙皇遇害時身處當地。列賓於4月返回莫斯科，並作為群眾見證此次暗殺案襲擊者與共犯的公開處決事件。
列賓的朋友、詩人瓦西里·卡門斯基在回憶錄中寫道，列賓曾告訴他：「他目睹了三月一日派（安德烈·熱利亞博夫、佩羅夫斯卡婭、尼古拉·伊万诺维奇·基巴利契奇、季莫菲·米哈伊洛夫和尼古拉·雷薩科夫）的公開處決。」列賓感嘆道：「那真是惡夢般的時代，複雜而可怕。我甚至記得他們胸前佩戴的寫著『弒君者』的牌子、熱利亞博夫的灰色長褲和佩羅夫斯卡婭的黑色帽子」。
列賓的幾幅後續作品，包括《拒絕懺悔》（Отказ от исповеди，1881年）、《傳播者被捕》（Арест пропагандиста，1882年）和《他們沒有料到他》（Не ждали，1884-1888年），均描繪了三月一日派。他在回憶錄中多次提到這一創作時期：「這一年彷彿血痕般延續，我們的心靈被當代世界的恐怖所傷，那真是令人恐懼的對抗：這將會結束得很糟……在這歷史的關鍵時刻，我們必須找到出路」。對列賓而言，1881年的事件與畫作《伊凡雷帝殺子》中呈現的場景存在著連結。

### 里姆斯基-科薩科夫
這幅畫的另一靈感來源是作曲家尼古拉·里姆斯基-科萨科夫創作的交響組曲《安塔爾》，該作品由四個樂章構成：「序章」、「復仇」、「力量」與「愛」。其中，第二樂章「復仇」的血腥氛圍對列賓的啟發最大；他在回憶錄中寫道：
1881年，在莫斯科，我正在聆聽里姆斯基-科薩科夫的新作品《復仇》（Месть）。這股音波完全掌控了我，使我思索該如何在畫作中表達這種靈魂的狀態。就在此刻，我想起了伊凡沙皇。

#### 歐洲之行
列賓的畫作因其血腥表現而引人注目，畫中王儲的太陽穴流出鮮血，當其父親將他抱起時，地板上仍留著一灘血跡。根據列賓的回憶錄，1883年他在歐洲旅行時曾觀看鬥牛比賽，受到啟發：
不幸、死亡、謀殺與鮮血組成了一個洞，強烈地吸引著你進入其中。同時，各個畫展中也充斥著血腥的畫面。大概是受到這些血腥場景的影響，我回到家後便開始創作《伊凡雷帝殺子》中那血腥的場景，這幅畫最後取得了極大的成功。」

## 創作經過
根據列賓的描述，《伊凡雷帝殺子》的創作過程可謂漫長而痛苦：
「我在淚水中作畫，經歷了無數的折磨和自我煎熬，持續修正我的作品。由於一種病態的失望，我對自己的能力產生懷疑，最終抹去了所畫的一切。我不斷擦除，然後再次向畫布發起攻擊。每一分鐘對我來說都是一種煎熬。對於這幅畫的失望使我將其藏起來，我的朋友們也持有類似的看法。然而，有某種力量驅使著我，讓我重拾創作的勇氣。
在整體構圖上，《伊凡雷帝殺子》描繪了17世紀羅曼諾夫親王住所的一個角落，畫中所展現的配件、王座、鏡子以及長袍均取材於克里姆林宮軍械庫的收藏品，而畫中的箱子則來自魯緬采夫博物館的藏品。。
列賓的大多數作品均涉及對模特兒的選擇，通常會從熟人和路人中尋找所需的面孔。在本畫作中，伊凡雷帝的模特為畫家格里戈里·米亞索耶多瓦及作曲家帕維爾·布拉拉門伯格，而風景畫家弗拉基米爾·梅克和作家弗谢沃洛德·迦尔洵則擔任王儲伊凡·伊萬諾維奇的模特。當被詢問為何選擇迦爾洵時，列賓表示：
迦爾洵的面容中有一種命中註定的感覺，深深觸動了我。他的臉上流露出一種注定要滅亡的特質，這正是我所需要的王儲形象。

模特兒的草圖和肖像
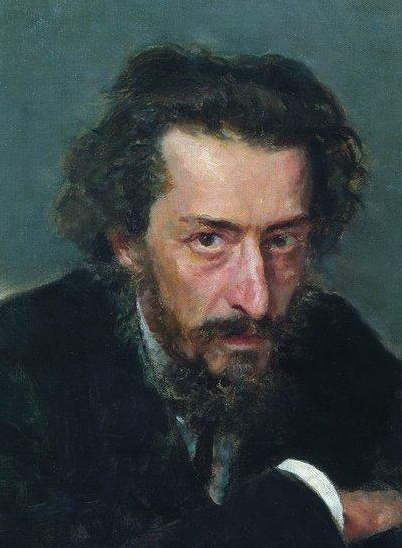
作曲家帕維爾·布拉拉門伯格（俄语：Бларамберг,_Павел_Иванович）（1884年）
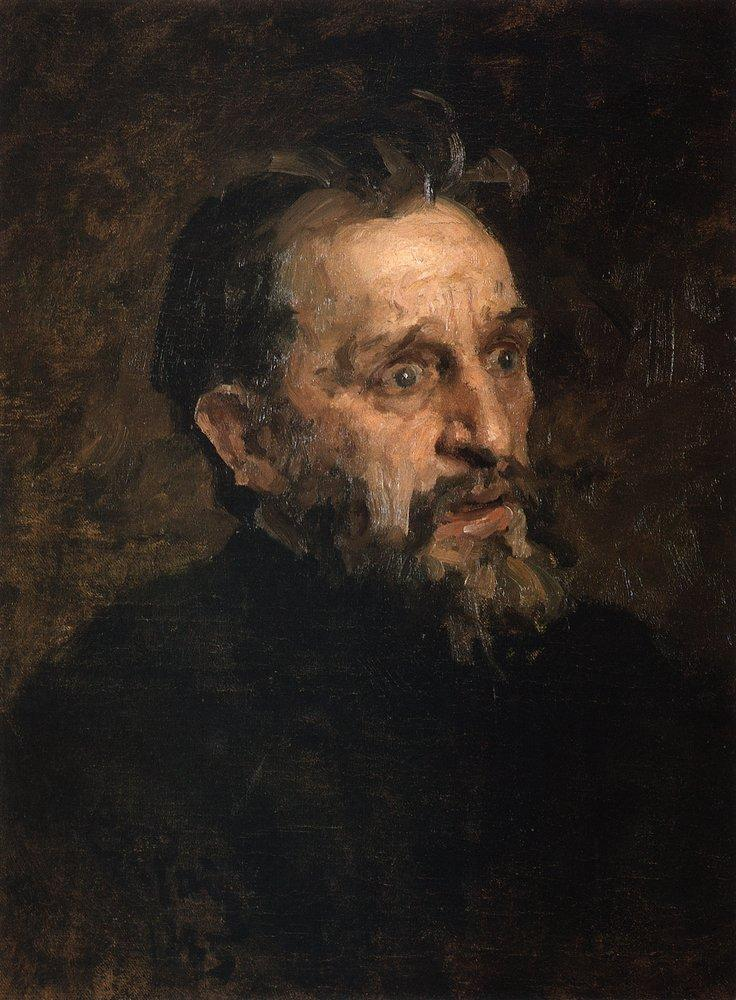
畫家格里戈里·米亞索耶多瓦（英语：Grigoriy Myasoyedov）（1883年）
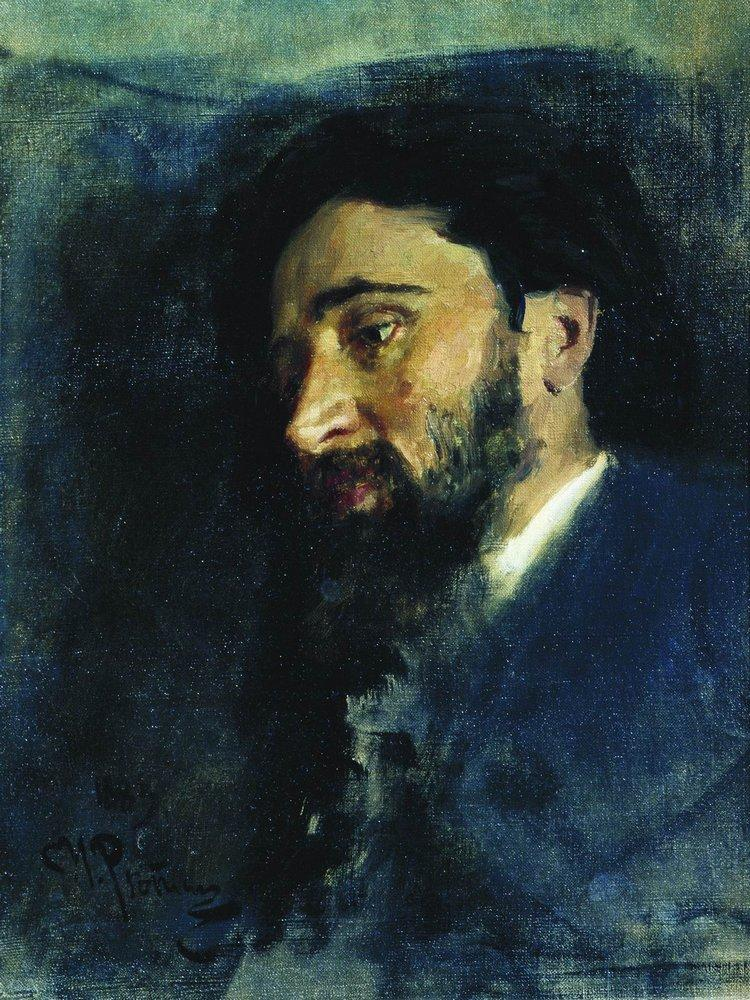
作家弗谢沃洛德·迦尔洵（1883年）
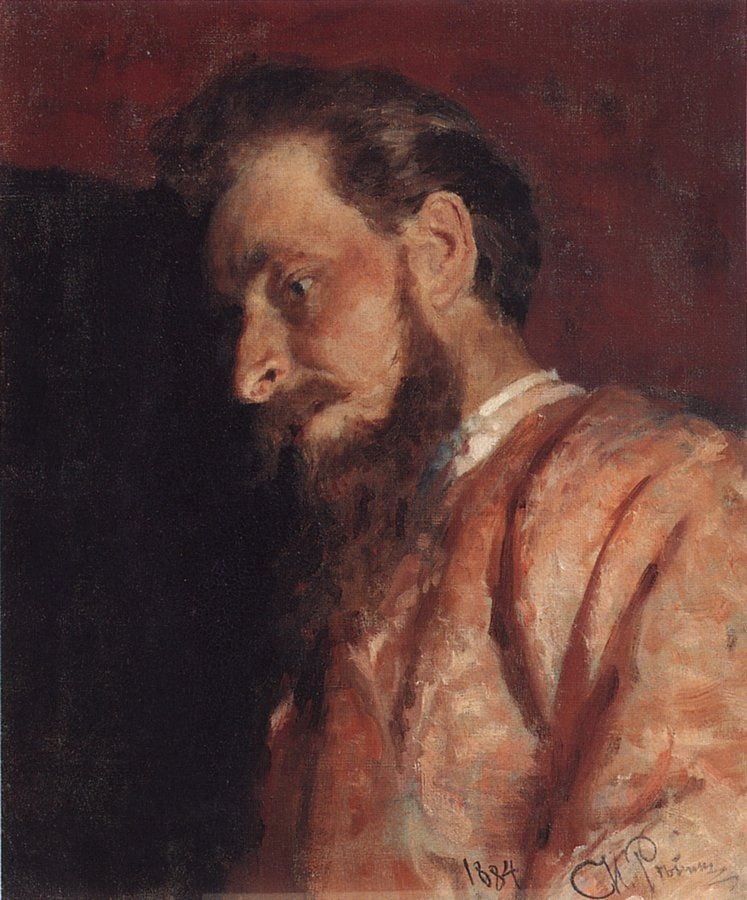
畫家弗拉基米爾·梅克（俄语：Менк,_Владимир_Карлович）（1884年）

《伊凡雷帝殺子》，細節
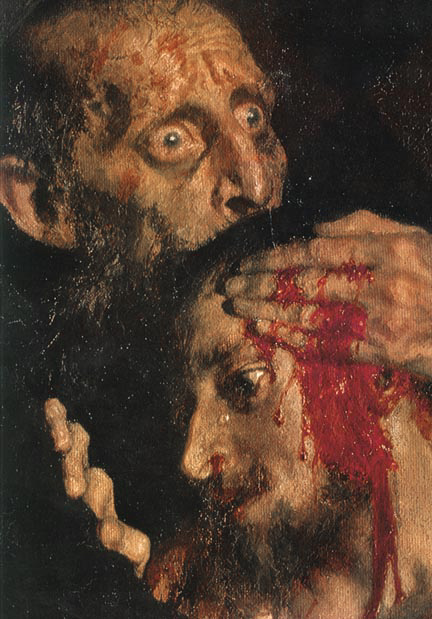

完成的畫作展示沙皇與其哭泣的兒子之間的情感糾葛。根據波蘭裔美國藝術史學家伊莉莎白·克里德爾·瓦爾肯尼爾的文章指出，迦爾洵的面孔賦予了這幅作品更高的完整性，使其在表達情感方面更為深刻，令他對這件作品的完成感到非常滿意。

## 分析
- 鉛筆草稿（1882年 – 20.7×27.1公分）;
- 油畫草稿（1883, 1899年 – 22.2×36公分）;
- 成品（1884–1888年）

### 情境
儘管這幅畫作名為《伊凡雷帝殺子》，但列賓並未描繪沙皇攻擊王儲的瞬間。此作品並不僅僅代表暴力，而是展現了衝突解決過程的刻畫。畫中，伊凡雷帝緊緊抱著他的兒子，眼中流露出恐懼、絕望與瘋狂，他用左手緊摟著王儲。王儲伊凡則淚流滿面，輕輕揮舞著手。
對於初步素描的兩次修改，顯示了列賓對這場衝突的距離感；在最初的素描中，沙皇手握著用來擊打兒子的權杖，而在最終畫作中，權杖被放置在地面上。王儲頭部附近的血跡在1883年的油畫素描中非常明顯，並在後來得以保留和重新利用，但在最終畫作的陰影中卻被抹去。此外，伊凡·伊萬諾維奇的衣物上也不再有長血跡。這一瞬間的表現成為懊悔、寬恕與愛的象徵。畫作的中心則突顯了沙皇行為的現實性與不可逆转性，展現了鮮血自兒子太陽穴流出時，伊凡雷帝用左手試圖遏制的無望行為。

### 規格
這幅畫的畫布尺寸為199.5厘米 × 254厘米（78.5英寸 × 100.0英寸），是列賓最大的一部作品之一，其尺寸可與《伏尔加河上的纤夫》和《庫爾斯克省的宗教遊行》相媲美。
緊密交織的兩位人物安排於畫布的中央，周遭呈現出黃昏的光影效果，尤其自前景和較暗的背景中脫穎而出。其中，伊凡雷帝抱住兒子的姿勢，讓人聯想到荷蘭畫家倫勃朗的《浪子回頭》和《大衛與喬納森》，這些作品自年輕時以來就一直是列賓的研究和讚賞對象，今典藏於艾爾米塔什博物館。
畫作的結構，基於圍繞人物分佈的物品和家具：包含地板上的皺摺紅地毯、王儲的靴子、權杖、因爭吵而翻倒的王座、一顆在兒子眼睛高度閃爍的裝飾球及其靠墊。在人物的背後，其他家具如爐子、軍械博物館的鏡子和魯米揚采夫宮的箱子則顯得不那麼顯眼。房間的後牆部分覆蓋著紅黑相間的菱形圖案，在左上角設有一個狹窄的凹窗。。

### 色彩和材質

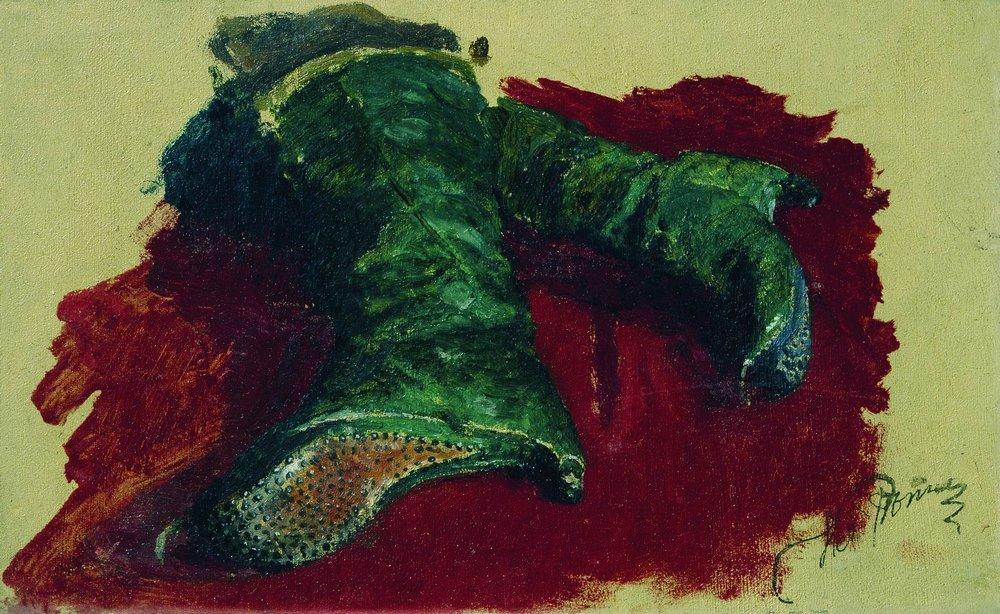
《王儲靴子素描》，繪製於1883年。

列賓曾明言拒絕「為了繪畫而進行的畫筆雜技」 ，並強調「美感、筆觸或畫筆的技巧」並非唯一重要的事物，因為他一直追求的「是本質：作為一具身體的身體」根據俄羅斯畫家和藝術評論家伊万·克拉姆斯科伊表示：「《伊凡雷帝殺子》是「用如此多樣的工藝和如此豐富的深色調調色板所繪製的」，這幅畫可謂一場「真正的交響樂」。」
畫作畫面以「強烈的紅色」 或「血紅色」為主調，搭配「濃厚而飽和的深紅色」，這些色彩的緊張感與畫布上所描繪的悲劇形成了鮮明的對比。從王儲太陽穴流出的血紅色鮮明突出，映襯著他長袍的褶皺，最後在紅地毯上形成深紅色的血泊，這一切都與悲劇的情節緊密相連。
畫面中央，王儲的華麗長袍與伊凡雷帝的黑色外套形成鮮明對比。列賓打破了血紅、粉紅與深棕色調的組合，增添了王儲靴子的綠色以及其天鵝絨褲子的深藍色，使整體色調更加豐富。透過狹窄的凹窗滲透進來的「冷而微弱」的白光，緩和了色彩的緊張感，進一步增強了畫面情境的戲劇張力。

### 象徵意義

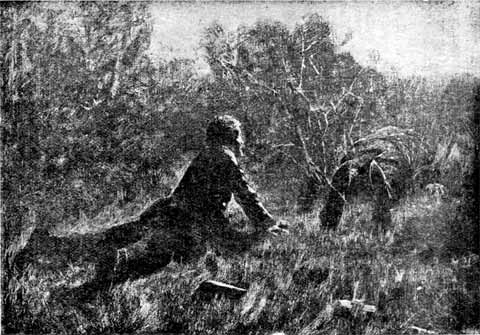
畫家杜布羅夫斯基的插圖，出自弗謝沃洛德·加爾欽的短篇小說《四天》。這部作品展示了一名士兵在戰場上受傷後被遺棄的四天，面對剛剛殺死的土耳其士兵屍體時的內心獨白，折射出他對所有生命的深刻共鳴。

對於列賓及其同時代的人來說，《伊凡雷帝殺子》的首要象徵功能在於表達暴力的存在和道德上的拒絕，這本應是畫作的主題。根據伊凡·克拉姆斯科伊的說法：「看過這幅畫的人，即使只有一次，似乎也會永遠受到保護，不再被他內心的野獸所左右」。《伊凡雷帝殺子》描繪父親與兒子衝突後的後果，展現了一個人「永恆」的能力，去對他人造成身體上的傷害。也可理解為對「不可殺人」誡命的繪畫寓言。
此外，這幅畫似乎也接近更具宗教性的靈感，顯示「基督教的愛與寬恕」能夠修復罪過，甚至包括殺嬰的行為。王儲的姿勢和面容「幾乎像是一幅聖像」，流下的淚水似乎象徵著寬恕。伊凡雷帝右臂的姿勢與倫勃朗兩幅畫作中的人物姿勢相似，這進一步支持了這一觀點。
在其他解讀中，迦爾洵作為模特的角色也提供了額外的細節。列賓在幾幅其他作品中也曾使用迦爾洵作為模特，包括《肖像》（1884年）和大型畫作《他們未曾料想》，在這些作品中，迦爾洵同樣擔任主角的模特。《伊凡雷帝殺子》的創作始於1884年，並於迦爾洵於1888年自殺的那一年結束等。列賓十分欣賞迦爾洵，視其為「神性的化身」，曾寫道：「他那思考的眼睛，常因不公而流淚，他謙卑而纖細的態度，他天使般的個性，如鴿子的純潔，都是上帝的化身」

### 權力表現

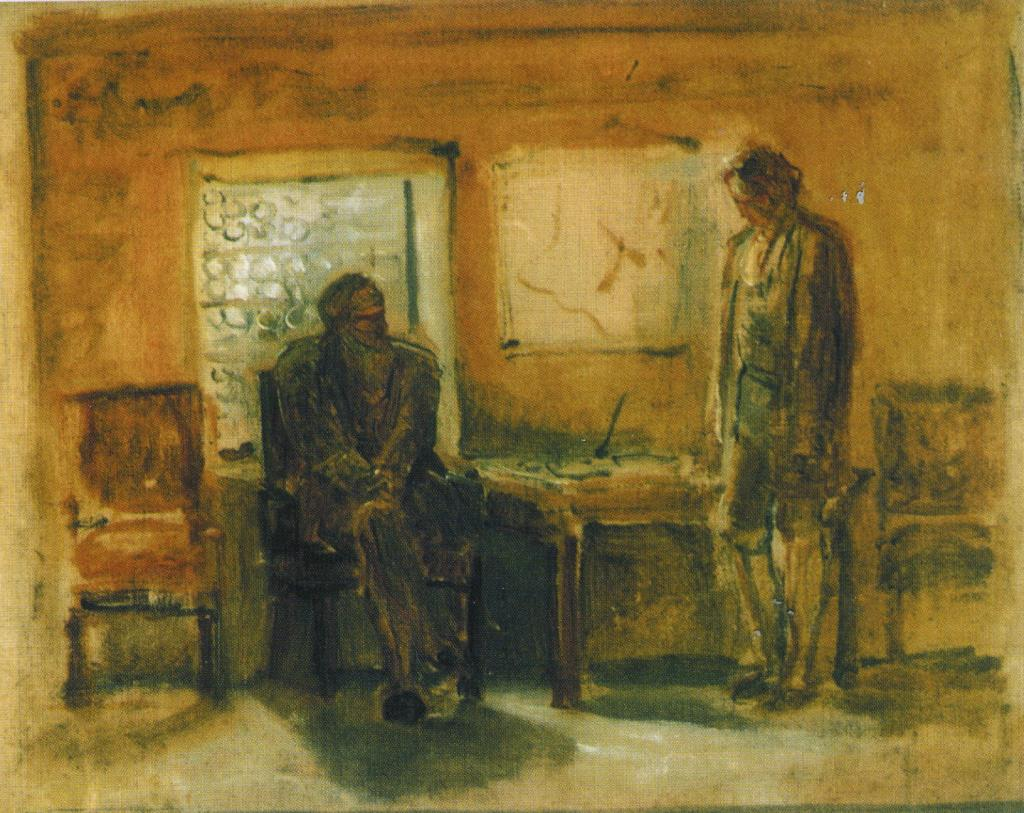
《彼得大帝在彼得霍夫審問王儲阿列克謝斯》，尼古拉·格德於1871年繪製。

由於列賓將《伊凡雷帝殺子》的情景與亞歷山大二世遇刺案相聯繫，此畫作在政治意義上立刻引起反響。但無論是列賓還是俄羅斯藝術評論家，均未對此進行深入探討。法國評論家阿蘭·貝桑松認為，沙皇謀殺王儲的情節是俄羅斯神話的核心場景，而列賓是第一位呈現這一點的人：俄羅斯歷史將建立在被父親殺死的兒子的犧牲之上。
皮埃爾·戈尼奧則提出一種綜合觀點，強調這種犧牲的視角與「君主制的象徵根源」相關，因為被犧牲的王儲在某種程度上體現了對抗沙皇權威的力量。這也與彼得大帝對其子阿列克謝斯的審判及其因酷刑而死的事件相聯繫。「父親與兒子」之間的衝突，亦是尼古拉·格德在1871年創作的畫作《彼得大帝在彼得霍夫審問王儲阿列克謝斯》中所描繪的主題。

### 1909年版本
1909年，應工業家及收藏家斯捷潘·里亞布申斯基的委託，列賓繪製了《伊凡雷帝與他的兒子伊凡》的第二個版本，名為《弒子》（Сыноубийца）。目前該版本典藏於沃羅涅日美術館。這個版本比第一個版本晚了25年，列賓在背景中添加了一位女性角色，並比原作使用了更多的顏色，使其更具「奢華感」，而伊凡沙皇的面容則因悲痛而顯得崩潰。

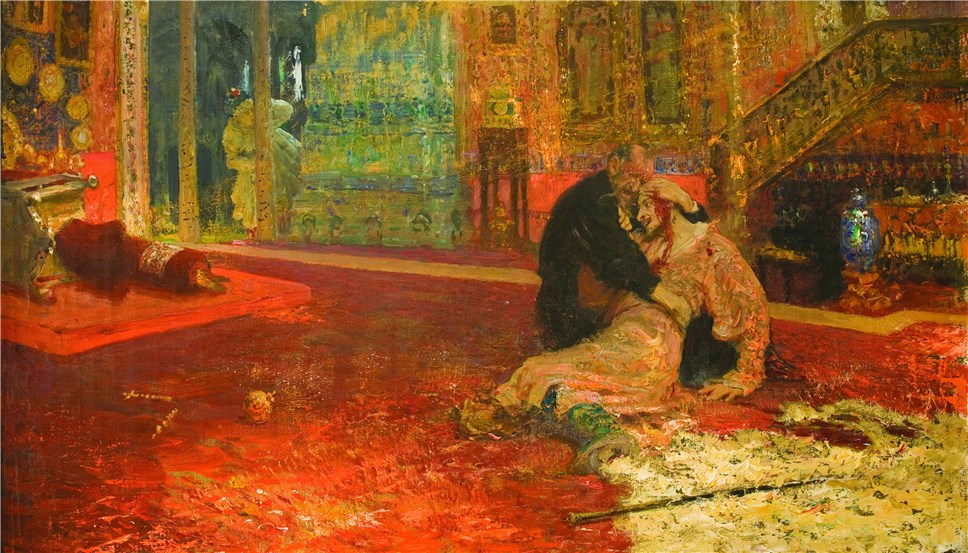
《弒子》（1909年）
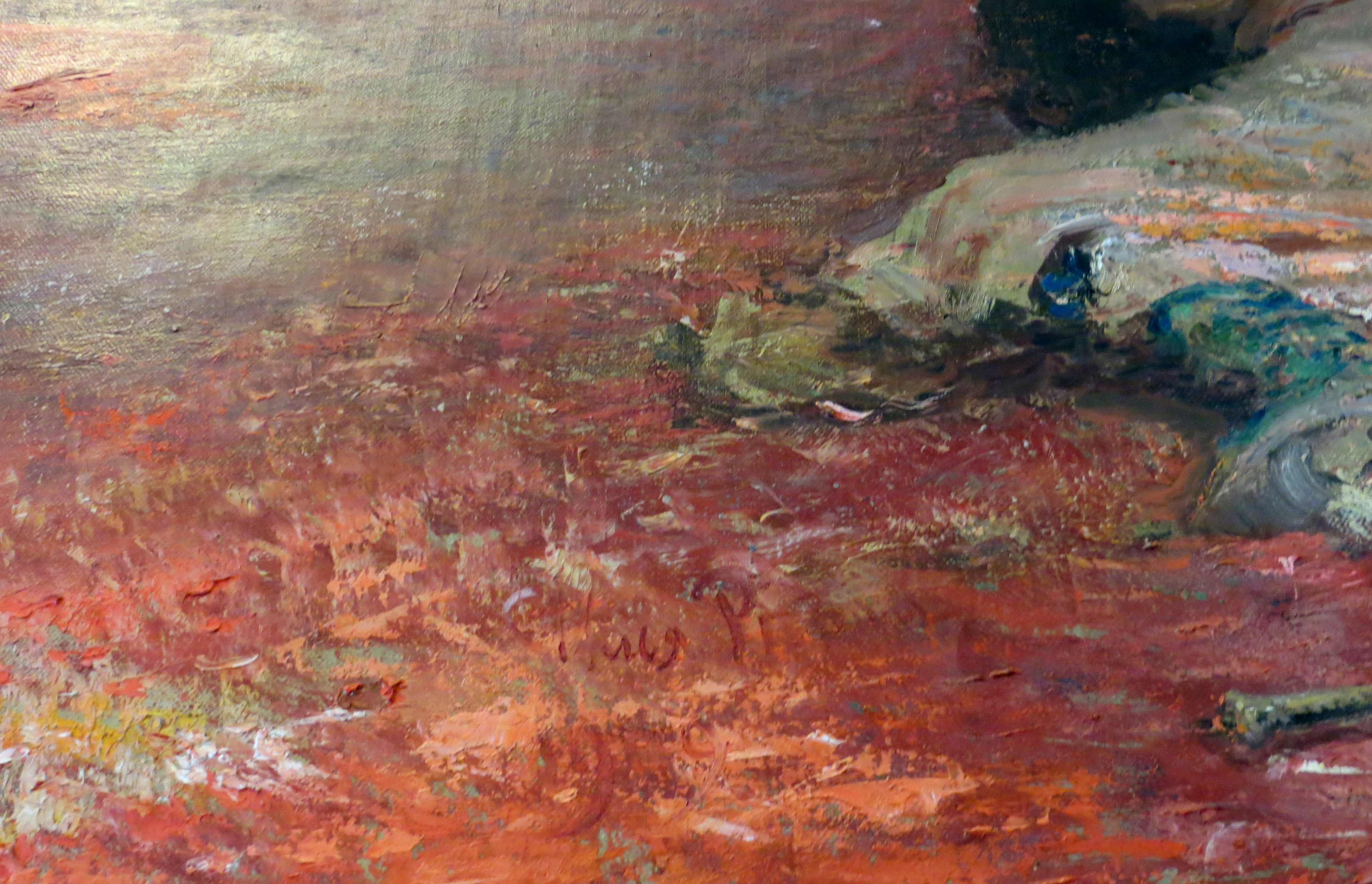
《弒子》的細節

## 初期審查
1885年，《伊凡雷帝與他的兒子伊凡》首次在列賓的畫家朋友中展出，這些朋友包括伊万·克拉姆斯科伊、伊凡·伊凡諾維奇·希施金、尼古拉·雅羅申科和帕維爾·布魯洛夫。根據列賓的說法，他的朋友們見到此畫後，當場驚愕而沉默了很長時間，等著看克拉姆斯科伊做出的評價：
我感受到對列賓的完全欣賞。這就是作品，這樣的才華……還有它的畫法，我的天啊，畫得多麼好！……這是怎麼一種謀殺，由一隻野獸和一個精神病患者實施？……一位父親用權杖擊打他兒子的太陽穴？等等……他發出恐懼的尖叫……他抓住他，把他放到地上，抬起他……他用一隻手按住太陽穴的傷口（血液從手指間的縫隙中湧出）……他一邊嚎叫……這是一隻因恐懼而嚎叫的動物……正是那個兒子用他的太陽穴所標記的地方……真的是，這一幕把我們淹沒在半明半暗之中，帶著一種自然的悲劇。——伊凡·克拉姆斯科伊
極其保守的聖主教團檢察總長康斯坦丁·波别多诺采夫對亞歷山大三世表達了他對這幅畫的「厭惡」和困惑。這幅畫並未令沙皇及其隨從感到高興，1885年4月1日，畫作的展出遭到禁止。成為俄羅斯帝國首幅被審查的畫作。購買此畫的帕維爾·特列季亞科夫被告知「不准公開展出，並且更普遍地不允許以其他任何方式讓公眾注意到它」。經過畫家阿列克謝·博戈柳博夫的干預，禁令於1885年7月11日解除。

## 破壞行為與爭議
1913年1月16日，一名29歲圣像破坏主义者，家具製造商阿布拉姆·巴拉喬夫的兒子，用刀對《伊凡雷帝殺子》進行了三次刺擊。特列季亞科夫畫廊的策展人喬治·赫魯斯洛夫得知畫作被破壞後，對自己的下屬未能保護好這幅畫感到羞愧，跳下火車自殺了。在列賓的幫助下，畫作幾乎恢復到了原始狀態。然而當時的列賓因患上色盲，顏色不相符而無法完成。最後則採用使用損壞發生前拍攝的照片進行修復。
當代，一些俄罗斯民族主义者仍然抗議這幅畫的展出，因為他們認為這幅畫是作為外國抹黑運動的一部分而繪製，且所描繪的場景不準確。
2013年10月，一群東正教歷史學家和活動家，由支持沙皇伊凡封聖的辯護者瓦西里·博伊科-維利基領導，向俄羅斯聯邦文化部部長弗拉基米尔·梅金斯基請願，要求將畫作從特列季亞科夫畫廊移除，理由是這幅畫冒犯了俄國人的愛國情懷。特列季亞科夫畫廊的館長伊琳娜·列別季娃正式反對這一要求。
2018年5月25日，一名參觀者在閉館前進入博物館，並於博物館咖啡廳飲用伏特加後強行闖入展示間，隨後用金屬棒擊碎了覆蓋在畫作上的保護玻璃。在此次破壞事件中，畫作中央的王儲形象被刺穿了三處裂口。畫廊表示，畫框亦遭受了嚴重損壞，但「幸運的是」，畫作中最珍貴的部分，即人物的面孔和手部未受到損傷。根據俄羅斯媒體報導，破壞者隨後被警方逮捕，並表示其攻擊這幅畫的原因是認為對史實的描繪不準確。該名襲擊者最終被判刑兩年半。

## 画作主题与相关史实
根據史實，王儲伊凡的死亡對俄羅斯帝國造成了嚴重後果，因為這令王位沒有合格的繼承人。伊凡雷帝於1584年去世後，他未做好準備的兒子費奧多爾一世繼位，在事實上由鲍里斯·戈东诺夫掌握帝國的權力。唐費奧多爾去世後，俄羅斯自此進入了政治不穩定、饑荒和戰爭的時期，這段歷史也被稱為「混乱时期」。
王儲的死亡詳情不詳且存在爭議。但據信王儲是在1581年在亞歷山德羅夫克里姆林宮逝世，這裡是伊凡雷帝自1564年至1581年期間的居所，也是特轄區中心和事實上的俄羅斯首都。

### 同时期俄国编年史
在寫給尼基塔·扎哈林和安德烈·謝爾卡洛夫的一封信中，伊凡雷帝於1581年寫道：「[他]因為[他的]兒子的病而不能去莫斯科」，但未具體說明兒子的病情。幾部當代俄羅斯編年史也都提到王儲的死亡，但並沒有提供任何詳細的資料。根據《皮斯卡列夫斯克編年史》，這起死亡事件發生在午夜。但這些編年史沒有任何一部提到王儲伊凡的死亡是由暴力造成的。其他資料提供更詳細的版本，稱王儲伊凡是在與父親爭執時遭到致命傷害。其中一個資料來源《馬祖林編年史》記載的來源如下：
1581年夏天，來自大帝和大公伊凡·瓦西里耶維奇的消息，他的兒子、卓越的王儲伊凡·伊萬諾維奇，因一刀而與生命的枝條割離，遭遇厄運，最終因此而死去。
資料表明，這起事件發生於1581年11月14日，而王儲可能在11月19日去世，但報導的日期各有不同。文書（書記）伊凡·季莫費耶夫的日記中寫道：「有人說（王儲）是因為父親的攻擊而失去了生命，當時他試圖阻止父親犯下可憎的行為」。

### 海外證詞
當時的海外資料更為詳細；法國傭兵隊長雅克·馬爾熱在俄羅斯服役時寫道：「有傳言說他（沙皇）親手殺了他的長子，但實際情況並非如此，因為雖然他用權杖的尾端擊打了他，並使他受了傷，但並非因為這個原因而死，而是過了一段時間，在一次朝聖旅途中去世」
另一個版本是由教宗外交官安東尼奧·波塞維諾撰寫的。根據波塞維諾所述：
1581年11月，在亞歷山德羅夫克里姆林宮，伊凡雷帝發現他的兒媳海倫躺在長椅上，穿著內衣。這位王子的第三任妻子當時懷孕，並未預料到有人會來拜訪她。然而，莫斯科的大公（伊凡雷帝）卻意外地造訪了她。她立刻站起來迎接，但伊凡的情緒已無法平復。他朝她的臉上揮拳，接著用權杖打她，致使她當晚流產。
他的兒子伊凡跑來請求父親不要打他的妻子，但這只讓父親更加憤怒。王公開始用權杖擊打他的兒子，結果造成了他頭部重傷。在那之前，因為對父親的憤怒，兒子激烈地責備他說：
「你無故把我第一任妻子關進修道院，你對我的第二任妻子也這樣做，現在你又在打我的第三任妻子，想要殺死她懷著的孩子。」父親傷害了兒子後，立即陷入深深的悲痛，並立即召來醫生和安德烈·謝爾卡洛夫與尼基塔·羅曼諾維奇，準備隨時救治。五天後，兒子去世，被送往莫斯科。——安東尼奧·波塞維諾，《16世紀俄羅斯的歷史著作》

### 歷史學家證言
18世紀俄國歷史學家尼古拉·卡拉姆津也認為王儲是因為父親的原因而死，但情況有所不同。
他（伊凡雷帝）對他（王儲）下了手。鮑里斯·戈杜諾夫想來幫助他，但沙皇用權杖的尖端對王儲造成了數處傷害，並用權杖擊中了王儲的頭部。王儲隨即倒在地上，鮮血四濺。父親的憤怒消失了。因恐懼而蒼白，顫抖，完全震驚，他驚呼道：「我殺了我的兒子！」然後他撲倒在兒子身上，親吻著他，流著從深傷口湧出的血，哭泣、抽泣，呼喊著醫生。他恳求上帝的慈悲和對兒子的寬恕。——尼古拉·卡拉姆津
列賓在創作《伊凡雷帝與他的兒子伊凡》時，參考了卡拉姆津的故事。研究王儲之死不同版本的俄羅斯帝國歷史學家米哈伊爾·謝爾巴托夫認為波塞維諾的版本最為可信；而俄羅斯帝國歷史學家瓦西里·克柳切夫斯基稱其為唯一可靠的版本。

### 來源
1. ↑  查映嵐. . TNL The News Lens 關鍵評論網. 2018-05-28  [2024-10-27]. （原始内容存档于2024-11-27） （中文（臺灣））.
2. ↑  . dimzi.co.   [2024-10-27]. （原始内容存档于2025-02-20） （English）.
3. 1 2 3 4  . ilya-repin.ru.   [2024-10-27]. （原始内容存档于2017-12-14）.
4. 1 2 3 4 5  Lyaskovskaya, Olga. .  [Ilya Yefimovich Repin]. Moscow. 1953  [18 November 2021]. （原始内容存档于2021-11-18） （俄语）.
5. ↑  Alexandrova, Natalya; Nikonova, Natalya; Vvedenskaya, Elena.  [Heroes and criminals in the history of Russian art from the 18th to the 20th century]. Saint Petersburg. 2010: 95. ISBN 978-5-93332-355-6 （俄语）.
6. 1 2 3 4 5   [Ilya Repin. Gallery of paintings and drawings of the artist – Ivan the Terrible and his son Ivan November 16, 1581, 1885]. Ilya Repin RU.   [18 November 2021]. （原始内容存档于2011-08-18） （俄语）.
7. ↑  Rakhmanova, Marina.  [Rimsky-Korsakov. "Antar" (Antar, Op. 9)]. Belcanto.   [18 November 2021]. （原始内容存档于2017-12-14）.
8. ↑  Vasiliev-Sedoy, Victor.  [Repin. Reality, paradoxes and mysticism]. Proza.   [18 November 2021]. （原始内容存档于2025-01-26）.
9. 1 2 3  Nadezhda, Ionina.  [Hundred great paintings]. Moscow: Вече. 2000. ISBN 978-5-7838-0579-0 （俄语）.
10. 1 2 3 4 5 6 7 8 9 10  伊莉莎白·克里德爾·瓦爾肯尼爾（英语：Elizabeth_Kridl_Valkenier）.  (PDF). Metropolitan Museum Journal. 1993, 28: 211–212  [18 November 2021]. JSTOR 1512927. S2CID 155366014. doi:10.2307/1512927. （原始内容 (PDF)存档于2 October 2019）.
11. 1 2 3 4  Esaoulova, Alena. . Art Hive.   [18 November 2021]. （原始内容存档于2024-05-23）.
12. 1 2 3 4 5  Churak, Galinina.  [Ilya Repin]. 特列季亞科夫畫廊. 2014: 35  [18 November 2021]. ISBN 978-5-89480-032-5. OCLC 49657097 （俄语）.
13. ↑  科尔涅伊·楚科夫斯基.  [Ilya Repin]. Moscow. 1969: 59 （俄语）.
14. ↑  伊利亞·列賓.  [Distant close]. Moscow: Захаров. 1937: 351  [2024-10-27]. ISBN 978-5-8159-0204-6. （原始内容存档于2025-02-05） （俄语）.
15. 1 2 3 4  Nadezhda, Ionina.  [Ivan the Terrible kills his son]. Ikleiner.   [18 November 2021]. （原始内容存档于2024-12-10） （俄语）.
16. ↑  Н.Д. Моргунова-Рудницкая. . NearYou.   [18 November 2021]. （原始内容存档于30 June 2018） （俄语）.
17. ↑  Poirson-Dechon, Marion.  [From the sacrifice of Isaac to the slain tsarevich] (PDF). Tramay Fondo. 2016  [18 November 2021]. （原始内容存档 (PDF)于2024-06-21） （法语）.
18. 1 2 3  Gonneau, Pierre.  [How the image of Ivan the Terrible was forged]. CRNS Journal. 2014  [18 November 2021]. （原始内容存档于2017-12-15） （法语）.
19. 1 2  Yudenkova, Tatyana. . 特列季亞科夫畫廊. 2019  [18 November 2021]. （原始内容存档于2025-01-25）.
20. ↑  Gnezdilova, Olga.  [How Ilya Repin changed the painting about Ivan the Terrible 25 years after its creation]. UMBRA. 5 August 2017  [18 November 2021]. （原始内容存档于2024-12-10） （俄语）.
21. 1 2 3 4   [Ilya Repin. Ivan the Terrible and his son Ivan on 16 November 1581]. Tanais.   [18 November 2021]. （原始内容存档于17 October 2013） （俄语）.
22. ↑  . scepsis.net.   [2024-10-27]. （原始内容存档于2017-12-14）.
23. ↑  Oliphant, Roland. . The Telegraph. 2018-05-27  [2024-10-27]. ISSN 0307-1235. （原始内容存档于2024-11-04） （英国英语）.
24. ↑  ユリア・シャンポロワ. . Russia Beyond 日本語版. 5月 20, 2018  [2024-10-27]. （原始内容存档于2025-01-21） （ja-JP）.
25. ↑  ユリア・シャンポロワ. . Russia Beyond 日本語版. 5月 28, 2018  [2024-10-27]. （原始内容存档于2024-11-27） （ja-JP）.
26. 1 2  Bodner, Matthew. . The Guardian. 2018-05-27  [2024-10-27]. ISSN 0261-3077. （原始内容存档于2019-03-21） （英国英语）.
27. ↑   [Orthodox activists demand that Repin's painting be removed from the Tretyakov Gallery]. echo.msk.ru.   [18 November 2021]. （原始内容存档于2017-12-14） （俄语）.
28. ↑  中央通訊社. . 中央社 CNA. 2018-05-26  [2024-10-27]. （原始内容存档于2025-01-26） （中文（臺灣））.
29. ↑  許懿安. . 香港01. 2018-05-27  [2024-10-27]. （原始内容存档于2025-01-25） （中文（香港））.
30. ↑  . Radio Free Europe/Radio Liberty. 2019-04-30  [2024-10-27] （英语）.
31. ↑  "Britannica - Fyodor I". Encyclopedia Britannica
32. ↑  Perrie, Maureen; Pavlov, Andrei. . Hoboken: Taylor and Francis. 2014. ISBN 978-1-317-89468-1. OCLC 884014235.
33. ↑  尼基塔·扎哈林（英语：Nikita_Romanovich_Zakharyin-Yuriev）.  [The case of A. Possevino's arrival in Moscow]. Saint Petersburg. 1903: 58  [2024-10-27]. （原始内容存档于2024-12-10） （俄语）.
34. ↑   [Moscow chronicle].  34. Moscow: 228. 1978  [18 November 2021]. （原始内容存档于2012-04-23） （russian）.
35. ↑   [Piskarevsky chronicle].  34. Moscow: 195. 1978  [18 November 2021]. （原始内容存档于2020-07-27） （俄语）.
36. ↑   [Mazurin chronicle].  31. Moscow: 142. 1978  [18 November 2021]. （原始内容存档于2018-09-09） （俄语）.
37. ↑  Timofeev Ivan.  [Annals of Ivan Timofeev]. Publishing house of the USSR Academy of Sciences. 1951: 182.
38. ↑  雅克·馬爾熱（英语：Jacques_Margeret）.  [State of the Russian State and the Grand Duchy of Moscow in 1606]. Leningrad. 1986: 232  [2024-10-27]. （原始内容存档于2024-12-26） （俄语）.
39. ↑  伊萬·扎別林（英语：Ivan Zabelin）.  [Household life of Russian queens in the XVI-XVII centuries]. Moscow. 1901: 515. ISBN 978-5-373-07405-6 （俄语）.
40. ↑  安東尼奧·波塞維諾（英语：Antonio_Possevino）.  [Historical writings about Russia in the 16th century]. Moscow: Moscow University Publishing House. 1983  [18 November 2021]. （原始内容存档于2024-12-10） （俄语）.
41. ↑  尼古拉·卡拉姆津.  [Continuation of the reign of Ivan the Terrible. 1577–1582].  9 （俄语）.
42. ↑  米哈伊爾·謝爾巴托夫（英语：Mikhail Shcherbatov）.  (PDF).  5: 120–126. 1789  [18 November 2021]. （原始内容存档 (PDF)于2024-09-02）.
43. ↑  瓦西里·克柳切夫斯基.  [A History of Russia]. Saint Petersburg （俄语）.

### 書目
- 阿夫拉姆·亞莫林斯基（英语：Avrahm Yarmolinsky）. . Princeton University Press. 2016. ISBN 978-0-691-63854-6.
- Kel'ner, Viktor Efimovich. . Lenizdat. 2015. ISBN 978-5-289-01024-7.

## 外部連結
- Ольга Лясковская (Olga Lyaskovskaya).  [On the history of the painting by I.E. Repin "Ivan the Terrible and His Son Ivan on 16 November 1581"]. cont.ws.   [18 November 2021]. （原始内容存档于2017-12-14） （俄语）.
- Алена Эсаулова (Alena Esaulova).  [Ilya Efimovich Repin – "Ivan the Terrible and His Son Ivan on 16 November 1581"].   [18 November 2021] （俄语）.